# Roquestéron-Grasse
Roquestéron-Grasse är en kommun i departementet Alpes-Maritimes i regionen Provence-Alpes-Côte d'Azur i sydöstra Frankrike. Kommunen ligger  i kantonen Coursegoules som ligger i arrondissementet Grasse. År 2022 hade Roquestéron-Grasse 66 invånare.

## Befolkningsutveckling
Antalet invånare i kommunen Roquestéron-Grasse
Referens: INSEE